# Jardín persa
La denominación de jardín persa remite a una tradición y a un estilo de la concepción de los jardines que tiene su origen en Persia (actual Irán). Tradicionalmente estos jardines eran “espacios cerrados”.
La palabra persa (en avéstico) para definir “espacio cerrado” era pairi-daeza que se transmitió, en la mitología judeocristiana con el nombre de Paraíso, el Jardín del Edén.
El objetivo de estos jardines era el de procurar la tranquilidad tanto espiritual como recreativa (punto de reunión de los amigos), de hecho eran, esencialmente, un paraíso en la tierra. La manera en que estos jardines se construían podía ser muy formal (haciendo prevalecer la estructura) o muy informal (centrándose en las plantas), respetando, no obstante, algunas reglas simples de concepción, con la intención de maximizar, en términos de función y emoción, todo aquello que podía ofrecer el jardín. Se estima que el origen de los jardines persas data de unos 4000 a. C. En las cerámicas de esa época se descubren los diseños en cruz, típicos de los jardines persas. El concepto persa de un jardín ideal (parecido a un paraíso), tiene su mejor representación en el Taj Mahal. Fue Babur el que introdujo el concepto de los jardines persas en la India, y el jardín Aram Bagh de Agra (actualmente abandonado) fue el primero de los numerosos jardines que él creó. El Taj Mahal es uno de los jardines persas más grandes del mundo.

## Historia

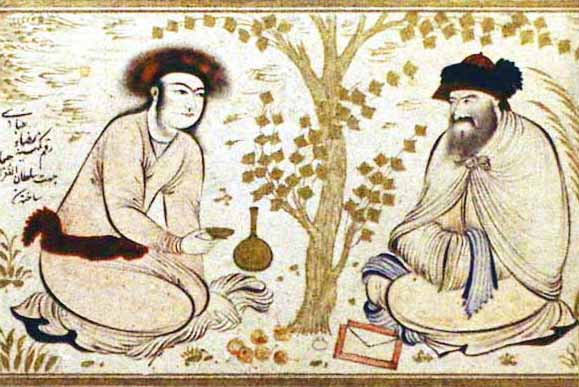
Hombres charlando en un jardín persa.

El estilo de estos jardines es muy antiguo, preceden, con mucho, a la era moderna. Los contornos del jardín de Ciro I que lindaban con el palacio, permanecen todavía visibles en la actualidad (fue construido unos 500 a. C.). Durante el reinado de los Sasánidas (siglo VII de nuestra era) y bajo la influencia del Zoroastrismo la introducción del agua en el arte se puso de manifiesto adquiriendo gran importancia (que se puso de relieve por la presencia de fuentes y estanques en los jardines). Durante la ocupación de los árabes el aspecto estético del jardín adquirió todavía más importancia sobrepasando, incluso, la utilidad del propio jardín. Es en esta época cuando las reglas estéticas que definen el jardín empiezan a desarrollarse (un ejemplo de ello se encuentra en el chahar bagh (چهارباغ), un estilo de jardín que intenta imitar al Edén). Tiene cuatro ríos y cuatro cuadrantes que representan el mundo. La concepción integra , de vez en cuando, un eje más largo que los otros, los canales de agua corriente se reparten por las cuatro partes del jardín conectándose en un estanque central.
Cuando Persia, en el siglo XIII, fue invadida por el Imperio mongol las estructuras ornamentales de los jardines cobraron gran importancia, con la utilización, por ejemplo, de las Peonías y los crisantemos. El Imperio Mongol exportó rápidamente la tradición del jardín persa a otros lugares de su imperio (especialmente a la India). La Dinastía Safavide, (siglos XVII y XVIII) desarrolló la magnitud y los ornamentos (con unos jardines que iban más allá de la simple extensión del palacio convirtiéndose en una parte integrante del mismo tanto funcional como estéticamente hablando. En los siglos posteriores la concepción de los jardines europeos empezó a influir en Persia, en especial los diseños de los jardines franceses así como, en menor medida, el diseño de los jardines rusos y los del Reino Unido. Estos cambios particulares, atribuidos a Occidente incluyeron la modificación de la utilización del agua así como la de las especies de plantas utilizadas.
Las formas y estilos de los jardines tradicionales ya no están presentes en las ciudades actuales de Irán; sin embargo todavía pueden verse rodeando los monumentos históricos, los museos y las mansiones de las clases pudientes tradicionales.

## Elementos del jardín persa

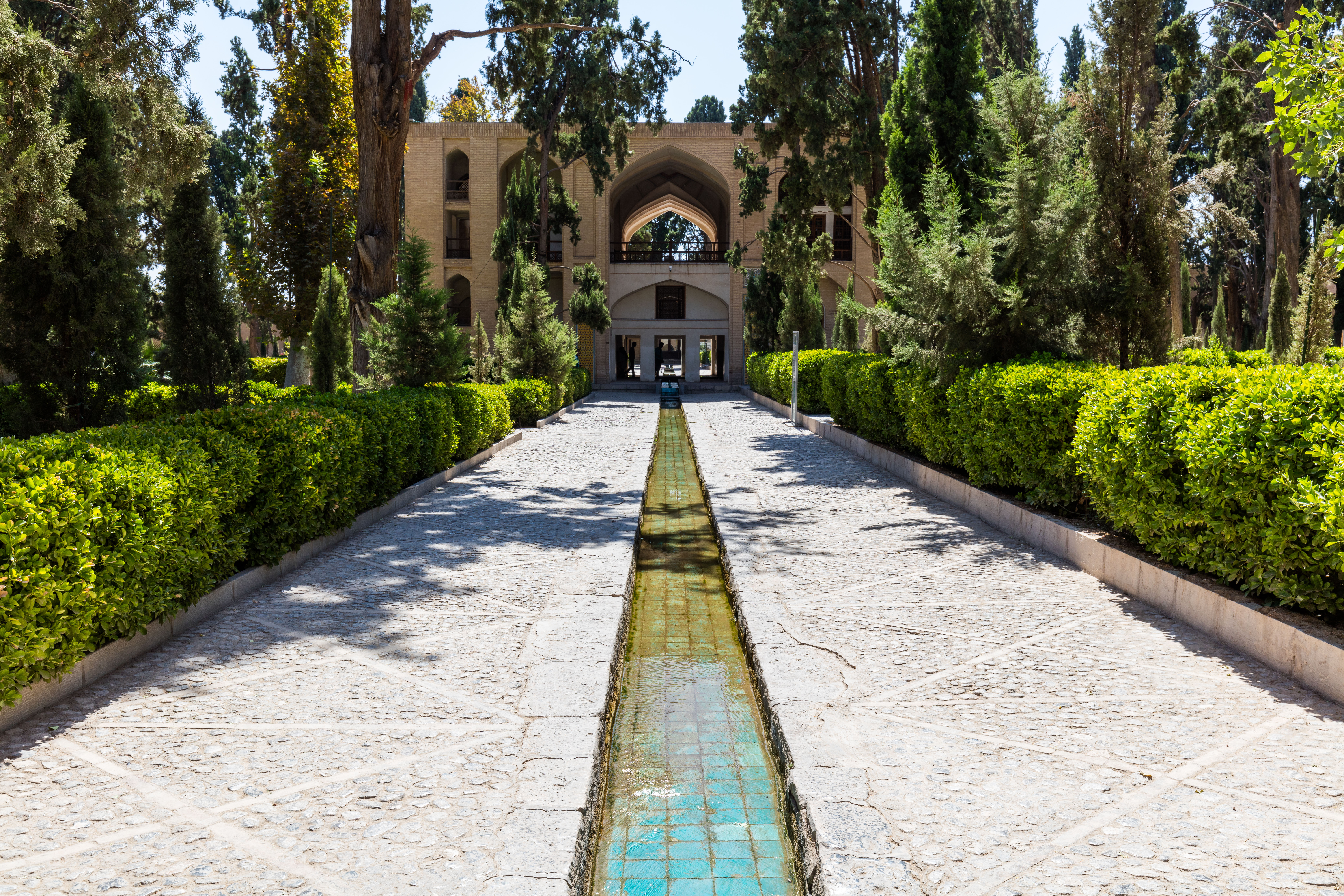
El pabellón central, el estanque y la vegetación son elementos de un jardín persa como el de Bagh-e-Fin, en Kashan.

Los diferentes elementos que componen el jardín persa, como el pabellón central, el estanque y la vegetación contigua, pueden apreciarse en el Bagh-e-Fin de Kashan.
La luz del sol y sus efectos han sido un factor de suma importancia en la estructuración de los jardines persas, así como las texturas y las formas escogidas por el arquitecto para reducir el impacto de la luz. Debido a la posición geográfica en la latitud de Irán, la sombra es extremadamente importante en los jardines, sin ella no se obtendrían espacios utilizables (los árboles y los emparrados ofrecen una sombra natural; los pabellones y las paredes sirven, asimismo, para bloquear al sol). Los jardines persas, ofrecen, por tanto, un espacio lleno de verdor y frescura en un país que se caracteriza por su calor y la sequedad.
Otra característica, derivada del calor, es la importancia que adquiere la utilización del agua. Una especie de túnel subterráneo, bajo la capa freática llamado Qanat se utiliza para la irrigación del jardín y sus alrededores. Unas estructuras parecidas a los pozos se conectan al Qanat permitiendo, de este modo, elevar el agua a la superficie. En ocasiones, en un pozo persa se utiliza a los animales para elevar el agua a la superficie. Este sistema puede ser empleado del mismo modo para desplazar el agua por el sistema acuático de la superficie, como los que existen en el estilo denominado chahar bagh. Los árboles se plantan, generalmente, en una fosa llamada Jub que impide la evaporación del agua permitiendo que ésta llegue, con mayor rapidez, a las raíces.
El estilo persa intenta, frecuentemente, integrar las partes «interiores» con las partes «exteriores» (lo que se realiza, a menudo, a través de un jardín que rodea el patio interior) Los elementos arquitectónicos como los arcos abovedados permiten conectar el espacio entre el exterior y el interior.

## Descripción

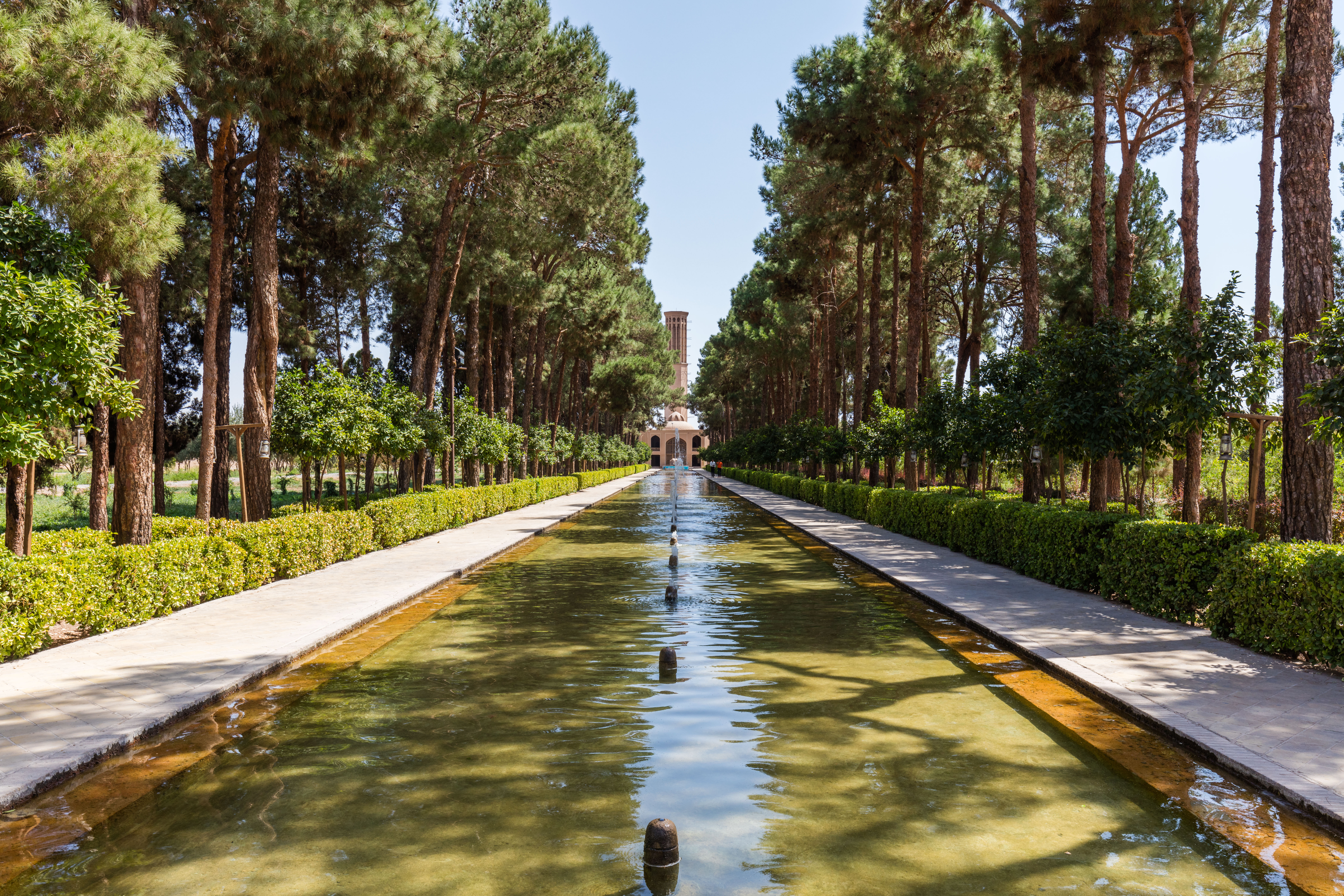
Jardín de Dolat-Abad, Yazd.

Abas Abad, Mazandaran

Las descripciones e ilustraciones más antiguas acerca de los jardines iraníes provienen de los extranjeros que llegaron a Irán procedentes de los países situados más al oeste. Estas descripciones incluyen las de Ibn Battuta, del siglo XIV, Ruy González de Clavijo, del siglo XV, y las de Engelbert Kaempfer, del siglo XVII. Battuta y Clavijo no hicieron más que unas descripciones someras de los jardines sin describir su planificación, en tanto que Kaempfer realizó unos diseños precisos y concretos que dejó grabados cuando regresó a Europa. Dichos grabados muestran los jardines del tipo chahar bagh en los que pueden observarse los elementos siguientes: un recinto, dos estanques rectangulares, una red interior de canales, unos pabellones, y plantaciones lujuriosas. Dos ejemplos que todavía se conservan de este tipo de jardines pueden contemplarse en Yazd (Dowlatabad) y en Kashan (Bagh-e-Fin). Se pueden identificar perfectamente los jardines grabados por Kaempfer situados en Isfahán.

## Estilos

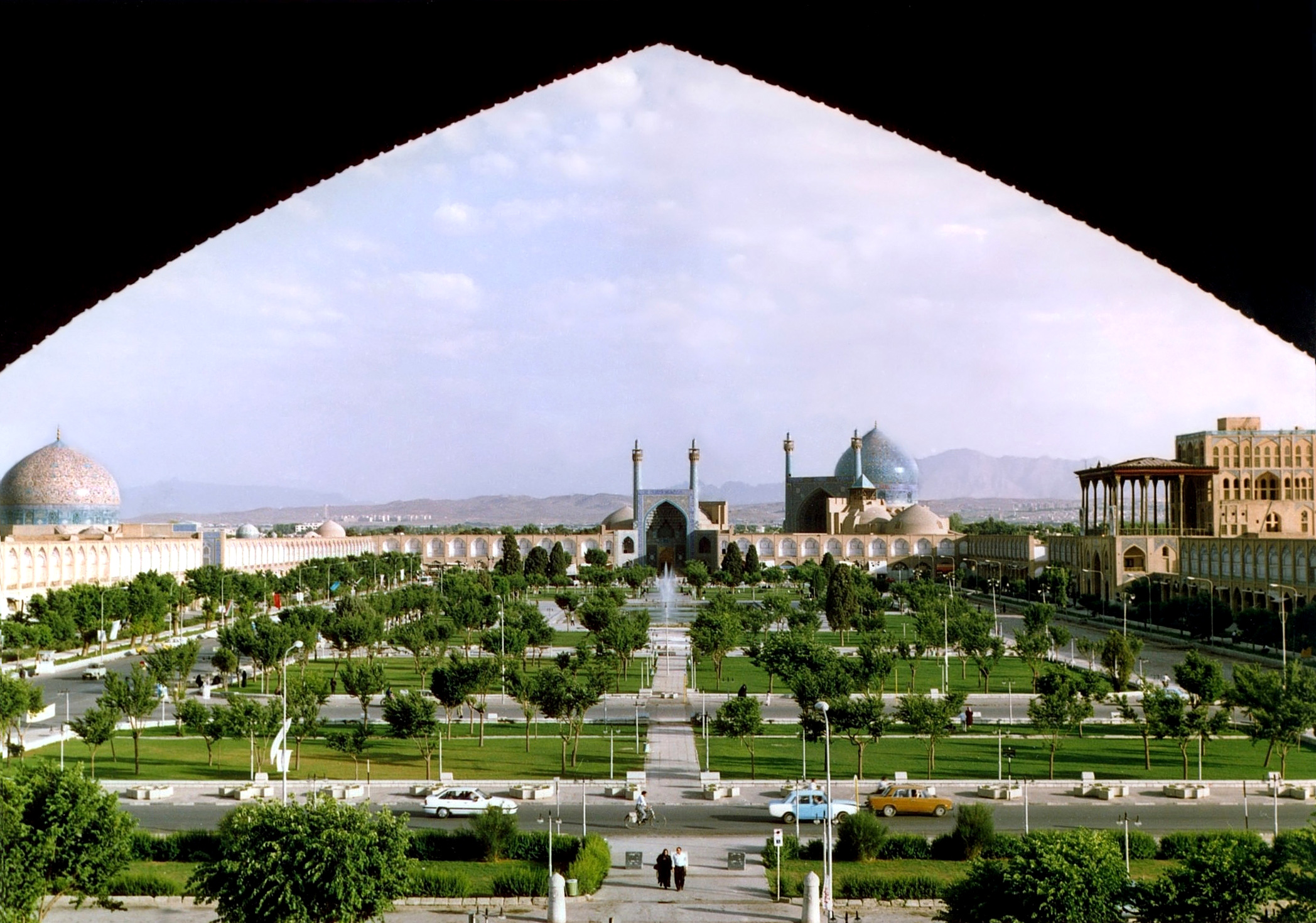
Plaza de Naghsh-i Jahan, en Isfahán, Irán.

Los seis estilos primarios del jardín persa se explican a continuación que se atiene, únicamente, a su perspectiva, su función y su estilo. Los jardines no están constreñidos a un estilo particular, sino que se integran en ellos determinadas partes que poseen su propio estilo y función.

### Hayat
Públicamente, son jardines de un estilo persa clásico en el que predomina la estética en relación con su función. Las estructuras realizadas por el hombre en este tipo de jardín son particularmente importantes, con arcos y estanques (que pueden ser utilizados para la limpieza). El suelo está, generalmente, cubierto de grava u otras substancias parecidas derivadas de la piedra. Las plantaciones son, por lo general, muy simples: árboles alineados cuyo cometido es el de dar sombra.
Privadamente, estos jardines suelen centrarse alrededor de un estanque y están muy estructurados. El estanque es su principal punto de atención y sirve para humidificar la atmósfera ambiental. Suele contener pocas plantas debido a las limitaciones del agua disponible en zona urbana.
Nombre Propio, se dice ´´Jayat`` pero se escribe ´´Hayat``

### Meydan
Es un jardín público, formal, en el que predominan los elementos naturales y en los que la importancia de las estructuras queda minimizada. Las plantaciones consisten en árboles, matorrales, hierbas y parterres de plantas. Elementos como el estanque o los senderos de grava dividen el césped. Las estructuras existentes, como los pabellones, cumplen con la función de ofrecer sombra.

### Chahar bagh
Este esquema procede del modelo de jardín musulmán. El término chahar bagh (en persa: چهارباغ‎, chahār bāgh, 'cuatro jardines'; de chāhār, 'cuatro' y bāgh, 'jardin') alude a la división en cuatro partes, y tiene relación con los cuatro ríos que atraviesan el paraíso del Islam.
Son jardines privados y formales, con sus cuatro partes normalmente separadas por canales y andenes elevados. En el centro se suele disponer un pabellón o pequeña arquitectura. Tradicionalmente estos jardines se diseñaban en función de los cargos de sus ricos poseedores (por ejemplo sus relaciones con embajadores u otros altos funcionarios). Estos jardines presentaban unas estructuras en equilibrio con el verdor del jardín (las plantas se situaban, por lo general, alrededor de la estructura del estanque y de los senderos.

### Parque
Como la mayoría de los parques, el parque persa tiene una función pública e informal, en el que predominan las plantas vegetales. Disponen de muchos senderos y rincones en los que sentarse, pero en cuestión de elementos estructurales son muy limitados. El objetivo de estos parques es el de proporcionar esparcimiento y relación social.

### Bagh
Como en los demás jardines informales, los parques, en el Bagh predomina el verdor y la naturaleza. A diferencia del parque, el bagh es, casi siempre, un espacio cerrado unido a la vivienda, con césped, árboles y plantas bajas. Los conductos del agua y los senderos tienen menor importancia que en los otros jardines de tipo más formal, y son más funcionales. El objetivo principal de estos espacios es el de proporcionar distracción y esparcimiento familiar.

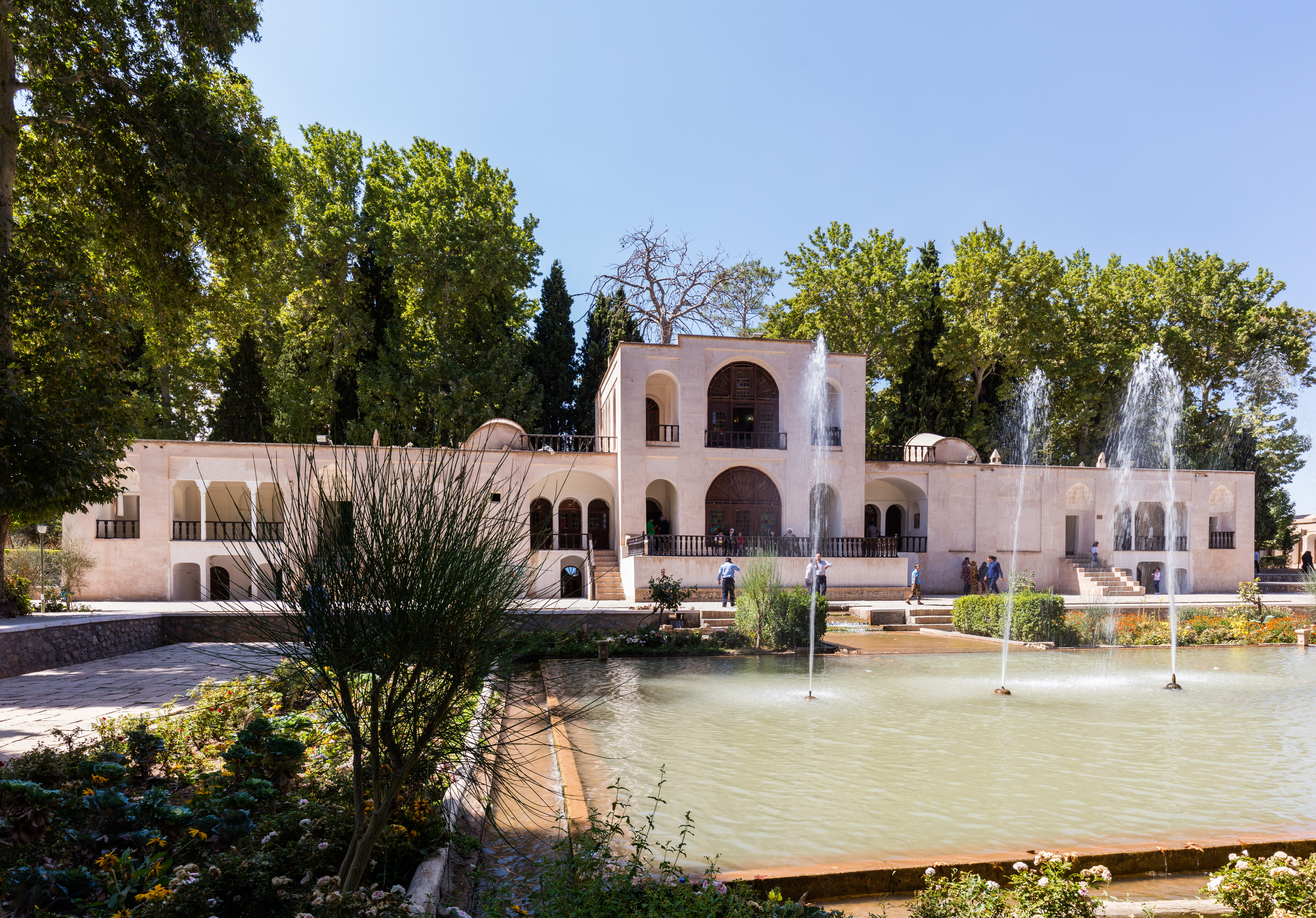
Jardín Shazdeh (Jardín del Príncipe).

## Patrimonio de la Humanidad
Diferentes jardines de tipología persa han sido declarados Patrimonio de la Humanidad:

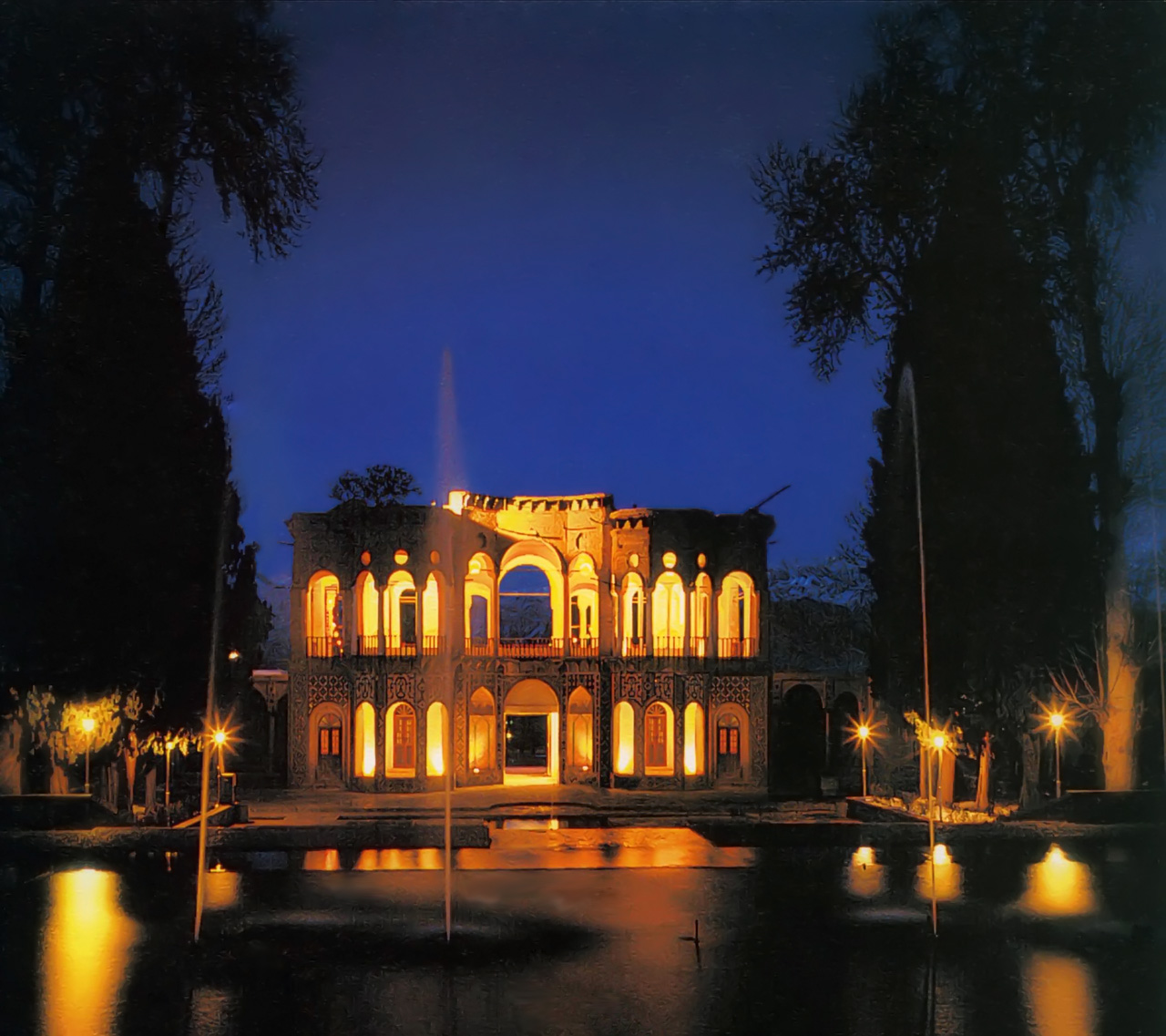
El Jardín Shazdeh es uno de los mayores jardines de la Provincia de Kerman.

1. Los jardines persas[1]
  1. Jardín Persa de Pasargada (Irán)
  2. Chehel Sotoun (Irán)
  3. Jardín Fin (Irán)
  4. Jardín Eram (Irán)
  5. Jardín Shazdeh (Irán)
  6. Jardín Dolatabad (Irán)
  7. Jardín Abbasabad (Irán)
  8. Jardín Akbarieh (Irán)
  9. Jardín Pahlevanpour (Irán)
2. Taj Mahal (India)
3. Tumba de Humayun (India)
4. Jardines de Shalimar (Pakistán)